# Фантазм 2
«Фантазм 2» (англ. Phantasm II) — американський науково-фантастичний фільм жахів 1988 року, продовження фільму «Фантазм» (1979). Сценарист і режисер — Дон Коскареллі, а головні ролі виконали Ангус Скрімм, Джеймс ЛеГрос і Реджі Банністер. Головний герой першого фільму, Майк, нещодавно звільнений із психіатричної лікарні, залучає Реджі та кількох нових друзів, щоб перемогти лиходія Високого .

## Синопсис
Майк, який вийшов з психіатричної лікарні, зустрічається з Реджі і дізнається, що його сни реальні, і вони вирушають у подорож, щоб знайти і зупинити Високого Чоловіка.

## Акторський склад
| Актор           | Роль            |
| --------------- | --------------- |
| Ангус Скрімм    | Високий Чоловік |
| Джеймс Легрос   | Майк Пірсон     |
| Реджі Банністер | Реджі           |
| Пола Ірвін      | Ліз Рейнольдс   |

## Виробництво
Сценарист і режисер Дон Коскареллі розповідав, що на нього тиснули, щоб зняти продовження, але він не міг придумати історію. Коскареллі вважав фінал першого фільму остаточним і не відчував себе обізнаним у написанні сиквелів, але він зробив те, що назвав проривом, коли зрозумів, що може почати фільм одразу після фінальної сцени попередньої стрічки. Він також додав елементи роуд-муві у продовження. Студія «Universal», яка зацікавилася фільмом, виділила три мільйони доларів; це був найнижчий бюджет серед їхніх фільмів у 1980-х роках, але найвищий серед усіх фільмів серії «Фантазм». Грег Нікотеро та Роберт Курцман були найняті для створення спецефектів. Студія здійснювала великий контроль над фільмом, і вони не дозволяли Коскареллі включати жодних двозначностей.
Це єдина частина серії «Фантазм», яка не включає весь оригінальний основний акторський склад (Білл Торнбері та його персонаж не з'являлися в цьому фільмі), і єдина, в якій головного героя зіграв інший актор. Студія «Universal» змусила Коскареллі знайти заміну для персонажа Майка. В інтерв'ю Банністер сказав, що кастинг Легроса спочатку викликав суперечки серед шанувальників, але згодом став більш прийнятним. Бред Пітт пробувався на роль Майка Пірсона.

## Випуск
«Фантазм 2» вийшов у прокат 8 липня 1988 року і його показали на 1227 екранах. Пізніше Пет Х. Броске з Los Angeles Times схарактеризував його як касову бомбу. Того ж року фільм вийшов на VHS.
15 вересня 2009 року Universal випустила фільм на DVD.